# کولومیکا
برای آهنگ روسلانا، کولومیکا (آهنگ) را ببینید. برای روستای لهستانی، به کولومیکا (روستا) مراجعه کنید.

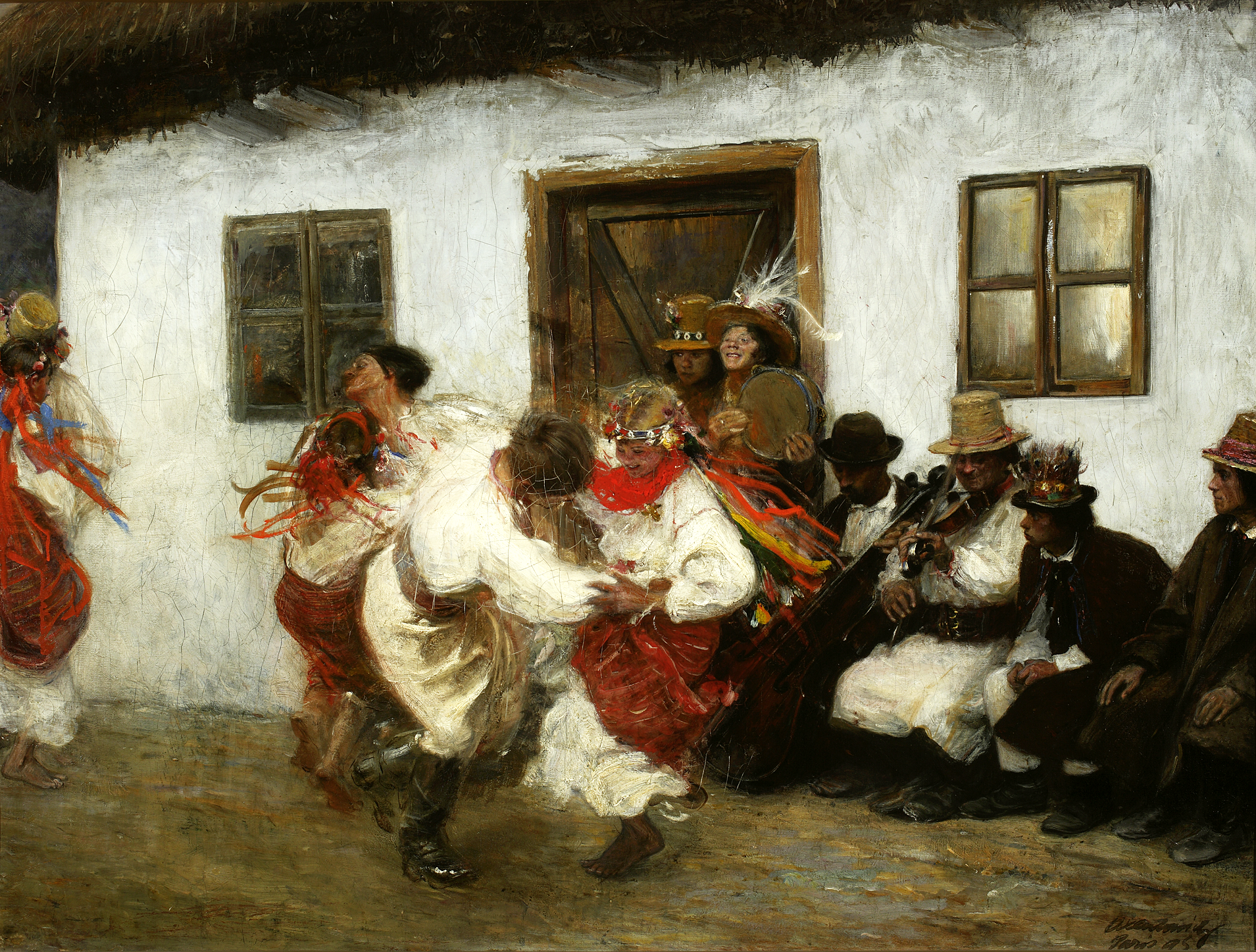
کولومیکا اثر: تئودور آکسنتوویچ

کولومیکا یا کولومیکه (به انگلیسی: Kolomeyka یا Kolomeike) (به اوکراینی: Кoлoмийкa) (به لهستانی: Kołomyjka) یک گونهٔ موسیقی هوتسول (اوکراینی) است که ترکیبی از رقص فولکلور سریع و شعرهای کمدی قافیه‌دار است. این شامل یک نوع رقص اجرایی است که توسط مهاجران اوکراینی در آمریکای شمالی توسعه یافته‌است.
منشأ آن در شهر کولومیا در غرب اوکراین، در منطقهٔ هوتسول در گالیسیای شرقی است. از نظر تاریخی در میان اوکراینی‌ها و لهستانی‌ها محبوبیت داشت و همچنین در شمال شرقی اسلوونی که در آن برخی از اوکراینی‌ها در زمان اتریش-مجارستان ساکن شدند [به عنوان کالاماجکا (kalamajka)] شناخته می‌شود.
کولومیکاها هنوز در اوکراین به عنوان یک سنت در تعطیلات خاص، در طول جشن‌ها یا صرفاً برای سرگرمی اجرا می‌شوند. در غرب اوکراین، آن‌ها جزو رقص‌های محبوب برای عروسی هستند.
کولومیکا می‌تواند ترکیبی از لحن، ترانه و رقص باشد که برخی از قطعات ضبط شده دارای یک ردیف آواز متناوب با ردیفی از ملودی سازی هستند، در حالی که برخی دیگر کاملاً موسیقی‌سازی یا بدون کلام  هستند. متن ترانه، متمایل به دوبیتی قافیه‌دار است و شامل محتوای توصیفی طنزگونه بر زندگی روزمره است. ریتم و ساختار سادۀ ۲/۴ آن، کولومیکا را بسیار سازگار می‌کند، و در متن و ملودی هزاران نسخۀ مختلف توصیفی بوده است. یک مجموعه که توسط ولدیمیر شوخویچ (Volodymyr Shukhevych) در سال ۱۹۰۵ میلادی گردآوری شد، شامل بیش از ۸۰۰۰ مورد است. اگر چه این فُرمی بسیار قدیمی است، ولی همچنان به دلیل ملودی‌های سریع، پرانرژی و هیجان‌انگیز خود، (اغلب همراه با سنکُپ)، بسیار محبوب هستند.
ابیات به سبک کولومیکا هجایی است که از دو سطر ۱۴ هجا (یا چهار سطر: ۶ + ۸ + ۶ + ۸) تشکیل شده است. این نه تنها برای کولومیکا، بلکه برای آهنگ‌های تاریخی، روزمره، تصنیف و دیگر آهنگ‌های فولکلور اوکراین نیز معمول است. تاراس شوچنکو نیز اغلب از این قالب استفاده می کرد.
سرود ملی اوکراین نیز با شعر کولومیکا نوشته شده بود.

## تاریخچۀ مطالعاتی
روند فعال خلق و کارکرد کولومیا‌ها گواهی بر سرزندگی این گونه است.
زمانی ویژگی کولومیکا توسط فولکلورشناس مشهور، اف. کولسا (F. Kolessa) مشخص شده بود:
|  | کولومیکا در اصل یک ترانۀ رقص است که هنوز هم پیش از رقص خوانده می‌شود و به شیوه‌ای محبوبِ ترانه‌های تغزلی در غرب اوکراین تبدیل شده است، به ویژه در منطقۀ پوکوت [منطقه‌ای تاریخی در شرق اروپای مرکزی]، جایی که به تدریج جایگزین سایر فرم‌های آهنگ شده است. این رقص به نوعی یک شخصیت شعری است و اشعار آن ترکیبی آزاد از بندهای شعری با محتوای مشترک یا مرتبط است که گاهی اوقات فقط بر اساس تداعی معانی نزدیک‌تر یا دورتر از افکار و تخیلات شاعرانه است. |

با این حال، به گفتۀ وی، هوشوفسکی (V. Hoshovsky) کولومیکا نوعی آهنگ است، که خود بسیار قدیمی‌تر از گونه است: در واقع ریشه‌های آن به قرن هفدهم میلادی باز می‌گردد. بر اساس کشفیات اف. کولسا و وی. هوشوفسکی که آهنگ‌هایی از نوع کولومیکا را مورد تحقیق قرار دادند، این نوع آهنگ نه تنها در غرب، بلکه در شرق اوکراین نیز گسترده بوده است. کولومیکا یکی از گونه‌های محبوب و مورد علاقه در غرب اوکراین است.
زمان پیدایش این گونه مشخص نیست. نام آن نشان‌دهندۀ محل تثبیت است: شهر کولومیا، در منطقۀ ایوانو-فرانکیفسک (منطقۀ هوتسول). کولومیا از نظر تاریخی در بین لهستانی‌ها، اوکراینی‌ها و یهودیان محبوب بوده است و همچنین در شمال شرقی اسلوونی (به عنوان رقص کالاماجکا) معروف است. این رقص که در ابتدا محلی بود، در اواسط قرن نوزدهم میلادی در میان جمعیت شهری مناطق اطراف محبوبیت خاصی پیدا کرد.
وزن شعر کولومیکا (شامل فقط دو خط که کلمات باید در آن قرار گیرند به طوری که هر خط دارای چهارده هجا باشد) به بسط اختصار، قواعد شاعرانۀ استوار، استفادۀ اقتصادی و دقیق از استعاره‌ها کمک کرد (ویژگی‌های ذاتی در مینیاتورهای (کوچک‌سازی) هنری زبردستانه). به دلیل غنای قافیه و بیانیه‌های درونی، کولومیکاها هرگز این تصور را به وجود نمی‌آورند که یکنواخت هستند.
کولومیکاها ساختاری دو بعدی دارند: تصویر طبیعت در خط اول با قیاس یا کنتراست معنایی و عاطفیِ اندیشمندانۀ بیان شده در خط دوم، تقویت می‌شود. گاهی اوقات خط اول به عنوان یک ادویه سنتی عمل می‌کند که محتوای آن همیشه به خط بعدی مربوط نمی‌شود. بیشتر اوقات آغاز آن با «آه، فاخته پرواز کرد (طاووس، پرستو)»، «روی افسنطین بلند»، «آه، بلوط سبز» و از این قبیل تعابیر است. در آثار تمایل قابل توجهی برای اجتناب از چنین آداب و رسومی وجود دارد که با جهت‌گیری روزنامه‌نگارانۀ اکثر کولومیکاهای مدرن توضیح داده شده است.

## محتوای کولومیکا
مواردی چون: شکایت از کار اجباری، سربازی تلخ، مستمندان بی‌نان، مهاجرت اجباری، اعتراض به یغماگری دهقانان، و دعاهای سرکش در محتوای ترانه‌های کولومیکا دربارۀ گذشتۀ مردم را می‌توان شنید (بزرگترین مجموعۀ آهنگ‌ها، که دربارۀ زندگی شخصی، تجربیات، خلق و خوی آن‌ها هستند). این‌ها آثاری هستند که به اصطلاح "موضوعات جاودان" نامیده می‌شوند؛ و به همان اندازه مربوط به دوره‌های مختلف هستند. اما به راحتی می‌توان نشانه‌های گذر زمان را در آن‌ها دریافت کرد، زیرا روابط انسانی در پس زمینۀ یک زندگیِ خانوادگی و اجتماعیِ خاص توسعه می‌یابند.
توصیف شاخه‌های موضوعی گونۀ کولومیکا بسیار دشوار است، زیرا «کولومیکاها مهاجرت می‌کنند و چون مرواریدهای یک گردنبند پراکنده می‌درخشند که تنها در سامانه‌ای که آن‌ها را بر اساس محتوا متحد می‌سازد، گرد هم می‌آیند و تصویر گسترده‌ای از زندگیِ مردم مدرن ما را تشکیل می‌دهند. رنگ‌هایی، که ما به واسطۀ آن‌ها اشک‌ها و شادی‌ها و فراغت‌ها، دغدغه‌ها و سرگرمی‌ها، افکار و گونه‌های خطیر و مهم مردم خود را در تحولات و توسعۀ گوناگونشان؛ همسایگان، وضعیت اجتماعی، زندگی عمومی و فردی از گهواره تا گور، سنت‌ها و باورها، آرمان‌های اجتماعی و قومی آنان را می‌بینیم.»
دنیای زیبایی صدادار، احساسات ناب، طنزها، کنایه‌ها، مزاح‌ها (دوستانه یا حتی تاثیرگذار) مشاهدات دقیق ماهیت بومی، تعمیم‌های عمیق اجتماعی و... در کولومیکاها نمود می‌یابند.
مختصر اما بسیار واضح، زندگی روزمره و جشن‌ها را برجسته می‌سازند؛ جزئیات لباس‌های درخشان هوتسول در هم‌سرایان-کولومیکا برای رقص غوغا می‌کنند: گردنبندهایی از جواهرات مُهره‌ای، روسری‌های تبتی، دمپایی‌های پارچه‌ای، جلیقه‌ها، پیراهن‌های (ویشیوانکا) گل‌دوزی شده، کلاه‌های نمدی (کرسانیا) به قرمز چینی، کیسه‌های (سابرتاش) رنگ شده، پیش‌بندهایی (زاپاسکا) با ریسمان‌های باریک، گردنبندهای مرجانی.

## پژوهش و ارزیابی کولومیکا
اولین سوابق موجود از نمونه‌های کولومیکا به قرن هفدهم میلادی باز می‌گردد، اما شواهد مستندی از وجود آن‌ها در دوران باستان وجود دارد. این تنوع اصیل از آهنگ‌های فولکلور اوکراینی مدت‌ها است که توجه دانشمندان اسلاو را به خود جلب کرده است. از ثلث ابتدای قرن نوزدهم میلادی، ترجمه‌های کولومیکا و تحقیقات علمی دربارۀ آن‌ها در مطبوعات اوکراینی، روسی و لهستانی منتشر شده است. مطالعات جدی اختصاص داده شده به این گونه متعلق به آی. فرانکو، اف. کولسا، وی. هناتیوک، ام. ژینیک، ام. هرینچنکو و سایر فولکلوریست‌ها است.
هناتیوک به نویسندگان توصیه کرد که با استفاده از زبان بومی، وارونگی‌های مشخصۀ آن و مقایسۀ آن‌ها، خلق تصاویر بسیار هنری در کولومیا را بیاموزند. لسیا اوکراینکا و ام. کوتسیوبینسکی از ویژگی‌های ایدئولوژیک و زیبایی‌شناختی کولومیکاها بسیار تقدیر کرده‌اند. کولومیکا الهام بخش مضامین، تصاویر و انگیزه‌های بسیاری از آثار ادبی است. آن‌ها بنیان داستان‌ها و رمان‌های بسیاری به ویژه آی. فرانکو، ال. مارتویچ و پی. کوزلانیوک هستند.

## بلا بارتوک و کولومیکا
اولین کنسرتو بلا بارتوک آهنگساز مجارستانی برای پیانو و ارکستر دارای یک ترتیب ریتمیک و ملودیک است که ساختاری متقارن دارد و دو واحد اندازه‌گیری را با هم ترکیب می‌کند که معمولاً در یک حرکت گام به گام باریک حرکت می‌کنند و اغلب از الگوهای گام موسیقایی و تکرار نُت استفاده می‌کنند. در مجارستان، این نوع ریتمیک با رقص خوک‌چران که بارتوک معتقد بود از کولومیکای اوکراینی گرفته شده است، مرتبط است. بارتوک همچنین آهنگ‌های خوک‌چران را منبع رپرتوار آهنگ محبوب کوروکز و وربونکوهای سازی (رقص استخدام) [نام این رقص از واژۀ آلمانی Werbung (تغییر به verbŭnk) به معنای: استخدام گرفته شده است که منعکس کنندۀ ریشه‌های تاریخی آن در استخدام رقصندگان و سربازان برای ارتش در قرن هجدهم میلادی است. امروزه این رقص توسط رقص فولکلور اجرا می‌شود.] می‌دانست، و نشان می‌دهد که این آهنگ‌ها نیز بر اساس ملودی‌های کولومیکا هستند: «حداقل وربونکوها تا حدی مشتق شده از ملودی‌های به اصطلاح رقص چوپان مجارستانی هستند که منبع آن‌ها احتمالاً ملودی‌های رقص کولومیکای اوکراینی است.» (بلا بارتوک)، «در مورد منشأ انواع رومانیاییِ انواع (ب) ۱ و (ج)، اجازه دهید دو گزینه را مشخص کنیم، با این حال، در منشاء به یک اندازه محتمل هستند. آن‌ها ممکن است مستقیماً از موسیقی وربونکوها یا کولومیکای اوکراینی سرچشمه گرفته باشند. گزینۀ دوم احتمالاً به دلیل مرز نسبتاً طولانی بین قلمرو زبانی رومانیایی و اوکراینی است.» (بلا بارتوک)
بلا بارتوک به طور شهودی مسیر توسعۀ موسیقی مجارستان را اینگونه تعریف کرد:
کولومیکا اوکراینی ← آهنگ چابانیوسکا مجارستانی ← موسیقی استخدام ← آهنگ فولکلور مجارستانی جدید

## پیوستگی‌های کولومیکا
ترانه‌هایی که آواز را با رقص در یک دایره ترکیب می‌کنند، اشتراک خاصی با آهنگ‌های کولومیکا دارند: کولو صربی، کالامایکی و کاریچ‌کی اسلوونی و اسلواکی، دو کولوچکا چکی، و هورو بلغاری.

## توسعه در جوامع اوکراینی دور از وطن
،در آمریکای شمالی، کولومیکا در وهلۀ نخست یک رقص اجتماعی است. شرکت‌کنندگان یک دایره تشکیل می‌دهند و دستان خود را به هم می‌پیوندند. رقص با چرخاندن دایره توسط شرکت‌کنندگان آغاز می‌شود، معمولاً در خلاف جهت حرکت عقربه‌های ساعت، سپس در جهت حرکت عقربه‌های ساعت، و یا با ایجاد یک شکل مارپیچ. در ادامه، تک‌رقاصان در مرکز دایره اجرا می‌کنند.
به گفتۀ آندری ناهاچوسکی، رقصندۀ سابق حرفه‌ای صحنه، مدیر مرکز کوله برای فولکلور اوکراینی و کانادایی، و دارای کرسی هوکولاکِ فرهنگ و قوم نگاری اوکراینی در دانشگاه آلبرتا، کولومیکایی که در کانادا انجام می‌شود گونۀ جداگانه‌ای از رقص شناخته شده در اوکراین است. کولومیکای دیاسپوریک از رقص فولکلور روستایی قدیمی اما با تأثیر غالب از رقص صحنه، ایجاد شده است. کولومیکایی که از دهه‌های ۱۹۵۰ و ۱۹۶۰ میلادی در غربِ کانادا سرچشمه می‌گیرد، نقطۀ برجستۀ عروسی‌ها و رقص‌های اوکراینی در کانادا به حساب می‌آید: زمانی که شرکت‌کنندگانی که تجربه‌ای به عنوان رقصندۀ صحنه داشتند، ترفندهای مورد علاقه خود را انجام می‌دادند که شامل: بلند کردن، چرخش، پازدن بلند، حتی ساختن هرم انسانی می‌شد، این فرصتی بود برای افراد و گروه‌ها تا تأثیرگذارترین یا خطرناک‌ترین حرکات خود را به نمایش بگذارند تا مخاطب را سرگرم کنند و توجه آن‌ها را جلب کنند. ناهاچوسکی اشاره می‌کند که علیرغم اینکه این سنت نسبتاً جدید است، کولومیکای کانادایی نماد مهمی از فرهنگ اوکراینی در کانادا است و پویایی این نوع رقص اوکراینی به علاقه‌مندی جوانان در کانادا به حفظ فرهنگ اوکراینی کمک می‌کند.

## اجراکنندگان
روسلانا، موضوعات کولومیکا را از طریق آهنگ‌های پاپ فولکلور اجرا می‌کند.

## همچنین ببینید
رقص‌های مرتبط:
- آرکان (رقص)
- هوپاک
- هوتسولکا
- یوویوانتس
- کولو (رقص)